# Haplostomides brementi
Haplostomides brementi – gatunek widłonoga z rodziny Botryllophilidae. Opisali go w 1924 roku francuscy zoolodzy Édouard Chatton i Hervé Harant. 